# Holodnovidka, Pustomîtî
Holodnovidka (în ucraineană Холодновідка) este un sat în comuna Lapaiivka din raionul Pustomîtî, regiunea Liov, Ucraina.

## Demografie
Componența lingvistică a localității Holodnovidka
     Ucraineană (99,34%)
     Alte limbi (0,55%)
Conform recensământului din 2001, majoritatea populației localității Holodnovidka era vorbitoare de ucraineană (99,34%), existând în minoritate și vorbitori de alte limbi.